# Todus
Todus Brisson, 1760 è un genere di uccelli coraciformi diffuso nella regione caraibica, unico genere della famiglia Todidae.

## Tassonomia
Comprende 5 specie:
- Todus angustirostris Lafresnaye, 1851 - todo beccosottile
- Todus mexicanus Lesson, 1838 - todo di Portorico
- Todus multicolor Gould, 1837 - todo di Cuba
- Todus subulatus Gray, GR, 1847 - todo beccolargo
- Todus todus (Linnaeus, 1758) - todo della Giamaica